# Trzebowa
Trzebowa – wieś w Polsce położona w województwie wielkopolskim, w powiecie pleszewskim, w gminie Dobrzyca.
W okresie Wielkiego Księstwa Poznańskiego (1815-1848) miejscowość wzmiankowana jako Trzebowo należała do wsi większych w ówczesnym pruskim powiecie Krotoszyn w rejencji poznańskiej. Trzebowo należało do okręgu koźmińskiego tego powiatu i stanowiło odrębny majątek, którego właścicielem był wówczas Józef Skórzyński. Według spisu urzędowego z 1837 roku wieś liczyła 147 mieszkańców, którzy zamieszkiwali 15 dymów (domostw). W skład majątku Trzebowo wchodziły wówczas także: posada Żurawiniec (4 domy, 17 mieszk.) oraz karczma Boreczek (12 osób w jednym domu).
W latach 1975–1998 miejscowość administracyjnie należała do województwa kaliskiego.